# میلی فارو
میلی فارو (انگلیسی: Millie Farrow؛ زادهٔ ۳ ژوئن ۱۹۹۶) بازیکن فوتبال اهل انگلستان است که در پست مهاجم برای پرث گلوری در مسابقات لیگ A زنان انگلستان بازی می‌کند.
وی همچنین در تیم‌های ملی فوتبال زیر ۱۹ سال زنان انگلستان و زیر ۲۳ سال زنان انگلستان بازی کرده است.